# Acanthonema strigosum
Acanthonema strigosum är en tvåhjärtbladig växtart som beskrevs av Joseph Dalton Hooker. Acanthonema strigosum ingår i släktet Acanthonema och familjen Gesneriaceae. Inga underarter finns listade i Catalogue of Life.